# Харамош
Харамош, чи Харамош пік, або Пік 58 — вершина в масиві Каракорум розташована на півночі Пакистану. Його висота в різних джерелах вказується від 7397 до 7409 м. 65 км на захід лежить Гілгіт. Харамош вивищується над північним берегом Інду. Масив має дві вершини: Харамош та Харамош Кутвал Лайла пік.
Перше сходження на Харамош сталося 4 серпня 1958 р. Здійснили його австрійські альпіністи Гайнріх Ройс (Heinrich Roiss), Стефан Пауер (Stefan Pauer) та Франц Мандл (Franz Mandl).
Пізніше занотовано лише 3 сходження: 1978 р. — японська команда, 1979 р. і 1988 р. — польська команда.

## Ресурси Інтернету
- Orographical Sketch Map of the Karakoram by Jerzy Wala, 1990. Published by the Swiss Foundation for Alpine Research.
- Himalayan Index
- Фото з південного боку
- Сторона Stefana Pauera[недоступне посилання з липня 2019]